# Borlai Gergő
Borlai Gergő (Budapest, 1978. május 27.) Máté Péter-díjas magyar dobos, jelenleg a Hazugmagazin, a European Mantra, Tzumo Electric Dreams együttes, godfater., Presser Gábor és Charlie dobosa.

## Pályafutása
Édesanyja Borlai Kinga, a Magyar Rádió egyik vezető hangmestere, édesapja Lakatos Gábor, hangmérnök. 
Apjának köszönhetően korán elkezdett foglalkozni a zenével. Stílusát már korán befolyásolta Harvey Mason és Joe Morello, akiket Herbie Hancock és Dave Brubeck lemezein hallott. Édesapja hobbizenekarának a dobfelszerelése rendelkezésére állt,  Hancock Chameleon és Brubeck Take Five című számával hatéves korában  vették fel egy zeneiskolába, Nesztor Ivánhoz. Nála tizenkét éves koráig tanult, majd 1992-től 1996-ig Szanyi Jánostól vett órákat, de leginkább autodidakta önképzéssel fejlődött. Szanyival a későbbiekben is konzultált, bár saját állítása szerint a zenékből tanult a legtöbbet. 
Zongorán és basszusgitáron autodidakta módon tanult meg játszani. Tizenkét éves korában kezdett el dalokat írni.

### Első szólólemez
1998-ban, húszéves korában jelent meg első lemeze 17 címmel, amely arra utal, hogy tizenhét éves korában kezdte ehhez az albumához írni a számait. 2001 márciusában megalapította első zenekarát, a thrash-metal-pop-funk-jazz-rock-ot játszó European Mantra-t, amely 2008-ban feloszlott, majd 2010 februárjában újra összeállt.

### Második szólólemez
Gergő 2004 elején stúdióba vonult, hogy elkészítse második, önálló albumát Sausage címen. A jazz alapokon nyugvó, elektronikus hangzásokkal kiegészített albumon többek között olyan előadók dolgoztak, mint Winand Gábor, Jamie Winchester, Fekete Kovács Kornél, Zana Zoltán, Borbély Mihály. Kezdetben Mits Gergő basszusgitározott, őt Kolta Gergő váltotta, Nagy János a billentyűs és Lukács Péter gitározik. Saját, többnyire Borlai szerzeményeket adnak elő. Műfajuk igen széles skálán mozog a jazz-től a thrash metal-ig.

### Harmadik szólólemez
2009-ben elkészült egy 58 perces portréfilm Borlai-ról Páratlan ritmusok címen Simonyi Balázs rendezésében, amely 2003-tól követi nyomon a dobos pályafutását egészen 2009-ig. A filmet január 27-én este kilenc órakor mutatták be a budapesti Bem Moziban, melyben zenészek, családtagok és Borlai is nyilatkozik. Augusztus 5-én Borlai bejelentette a fórumán, hogy másnap feljátssza a dobtémákat a következő, M.M.M. című szólólemezéhez, amely végül 2010. február 21-én jelent meg.

## Munkássága

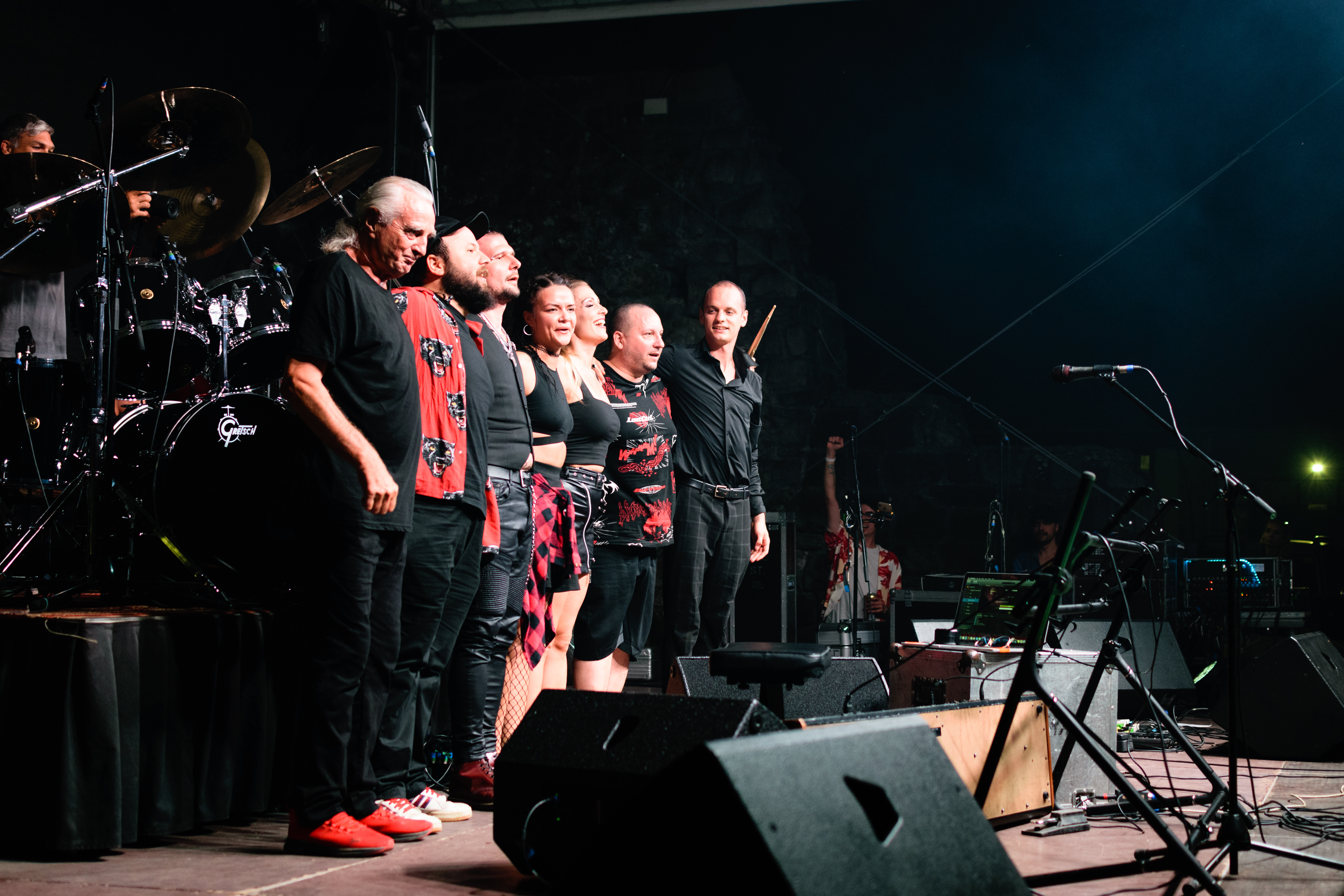
Borlai Gergő (jobbról a második) a godfater. koncertjén, Visegrádon, 2023-ban

Állandó tagja többek között Presser Gábor, Koncz Zsuzsa, Katona Klári, Charlie, Zorán, Jamie Winchester & Hrutka Róbert és Babos Gyula zenekarának. Többek között Komár László, Tolcsvay László, Dopeman, Tátrai Tibor / Szűcs Antal Gábor, Szentpéteri Csilla, Bajor Imre, Deák Bill Gyula, Roy & Ádám, Gerendás Péter, Malek Andrea, Király Linda lemezeinek állandó szereplője. Magyar  filmzenékben is az ő dobjainak hangját hallhatjuk: Szerelem utolsó vérig (Presser Gábor), Valami Amerika (Pálvölgyi Géza), Kalózok (Jazz+Az – Dés László), A miniszter félrelép (Dés László). 2004-ben együttműködött a szlovákiai Charon's boat együttessel, amely jelenleg MadDogX név alatt működik. 2007-ig több mint száz CD-n hallható játéka.
Tanult Presser Gábortól, Babos Gyulától és Tátrai Tibortól. A velük való együttes játék tanította meg számára  a zene sokoldalúságát és azt is,  miként kell vezetni egy zenekart. Tanulmányozta John McLaughlin, Allan Holdsworth a Weather Report és Frank Zappa zenéjét, zenei példaképe pedig Jaco Pastorius.
Kétszer választották az év dobosának és két életműdíjjal is díjazták, továbbá két aranylemezét produceri tevékenységei miatt kapta. 2001-ben az Arany Dobverő-díjat, illetve 2004-ben az Artisjus „előadóművészi jutalom a kortárs magyar zeneművek bemutatása terén kifejtett kiemelkedő tevékenységért” díjat vette át.

## Diszkográfia
- 1998 – 17
- 2004 – Sausage
- 2010 – M.M.M.

## Előadók
Borlai Gergő a következő zenekarokban zenélt, illetve zenél:
- 1990 – 1994 – Grencsó Kollektíva
- 1993 – 1995 – Ági és a fiúk
- 1993 – 1996 – Makám
- 1994 – 1996 – Tin Tin Qartett
- 1994 – 1996 – Téli Márta
- 1995 – 1996 – White Chocolates
- 1995 – 1999 – In Line
- 1997 – Gerendás Péter
- 1995 – 1998 – Babos Band
- 1996 – 1998 – Egri János Group
- 1997 – 2001 – Kaltenecker Trio
- 1995 – Presser Gábor
- 1996 – 2004 – Katona Klári
- 1998 – 2004 – Babos Project Romani
- 1999 – 2004 – Földvári Gergely Trio
- 1999 – 2001 – Boom Boom
- 2000 – Charlie
- 2001 – 2005 – Jamie Winchester & Hrutka Róbert
- 2001 – 2008 – European Mantra
- 2001 – László Attila Quintett
- 2004 – Tzumo Electric Dreams
- 2006 – Juhász Gábor Trio
- 2005 – 2009 – K.L.B. Trio
- 2009 – Hrutka Róbert
- 2010 – European Mantra

## Díjak
- Máté Péter-díj (2023)

## Érdekességek

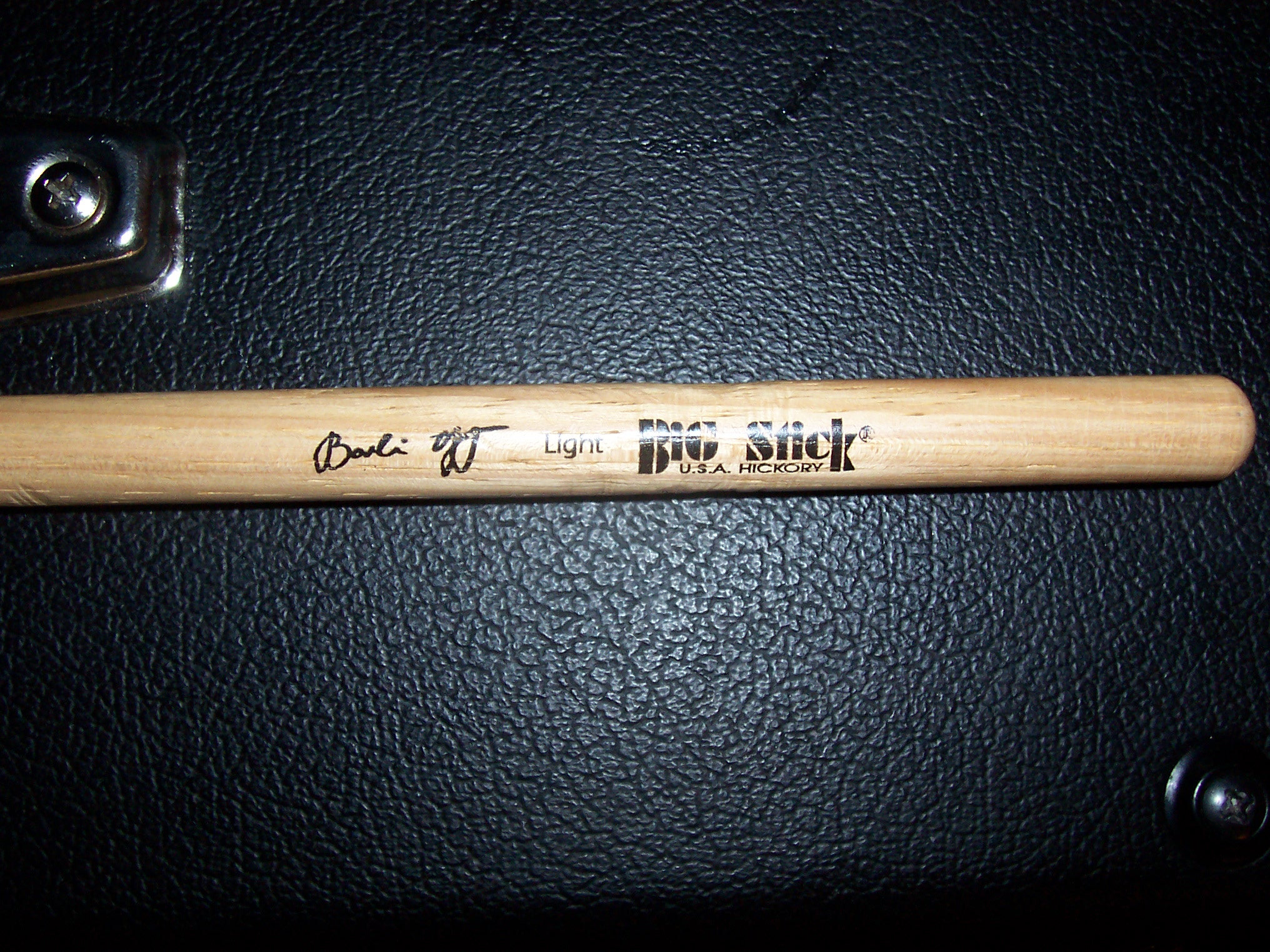
Borlai Light nevű dobverője.

Borlai Gergő két fajta, saját dobverővel rendelkezik, amelyből az egyik „Light” névre hallgat. A Big Stick nevű magyar cégnél készítették el, és a nevéből adódóan ez a dobverő könnyű, vékony, a feje jazz-esebb. Szabadidejében biciklizni szokott, vagy az interneten megjelenő új zenék után keres.
Általában koncepciókat, frázisokat gyakorol, próbálja kikerülni az önismétlést, továbbá a halkabb és dinamikusabb játékmód érdekli. Célja, hogy ugyanaz a pregnáns hangzás legyen jellemző a halk dobolásban, mint amit a hangosban sokkal könnyebb prezentálni. Együtt dobolt Tommy Campbell-el, Steve Smith-el, Trilok Gurtu-val és Akira Jimbo-val különböző dobos fesztiválokon, illetve koncerteken. Továbbá együtt zenélt még Hadrien Feraud-dal, Bob Mintzer-rel, Hiram Bullock-kal, L. Shankar-ral, Vernon Reid-del és Iain Ballamy-val.
Példaképei: Jaco Pastorius, Joe Zawinul, Frank Zappa, John McLaughlin, Allan Holdsworth, John Scofield, Miles Davis, Keith Jarrett, Stanley Clarke és Oscar Peterson.
Kedvenc dobosai: Vinnie Colaiuta, Billy Cobham, Ed Blackwell, Paul Motian, Terry Bozzio, Kirk Covington, Steve Gadd, Chad Wackerman, Trilok Gurtu és Omar Hakim.